# Ficus popenoei
Ficus popenoei,  es una especie de Ficus de la familia de las moráceas.

## Descripción
Son árboles, que alcanzan un tamaño de hasta 25 m de alto, inicialmente epífitas y a veces tornándose estranguladores; ramas jóvenes densamente café-dorado tomentosas. Hojas oblongas a ampliamente ovadas, de 7–16 (–21) cm de largo y 4–9.5 cm de ancho, redondeadas a agudas en el ápice, truncadas a cortamente cordadas en la base, rojizo-amarillento pubescentes, escabrosas y rígidamente subcoriáceas cuando secas, 7–9 pares de nervios secundarios, prominentes y pálidos en el envés, marcadamente enlazados a lo largo del margen, nervios terciarios prominentes en el envés; pecíolos 0.5–3 cm de largo, densamente café-dorado tomentosos, estípulas 0.5–1 cm de largo, densamente café-dorado tomentosas. Higos 2 por nudo, oblongo-obovoides, 1.5–2.5 cm de largo y 1–1.5 cm de diámetro, densamente tomentosos, verdes o cafés, ostíolo plano, pedúnculos 1–3 mm de largo, tomentosos, brácteas basales 2, 2–4 mm de largo, tomentosas.

## Taxonomía
Ficus popenoei fue descrita por Paul Carpenter Standley y publicado en Publications of the Field Museum of Natural History, Botanical Series 4(8): 301–302. 1929.
Etimología
Ficus: nombre genérico que se deriva del nombre dado en latín al higo.
popenoei: epíteto otorgado en honor del botánico Frederick Wilson Popenoe. 
Sinonimia
- Ficus tolimensis Standl.[3]

subsp. malacocarpa (Standl.) C.C.Berg
- Ficus malacocarpa Standl.
- Ficus scabrida Pittier